# Ligne Taita
La ligne Taita (太多線, Taita-sen) est une ligne ferroviaire de la préfecture de Gifu au Japon. Elle relie la gare de Tajimi à celle de Mino-Ōta. La ligne est exploitée par la Central Japan Railway Company (JR Central).

## Histoire
La ligne Tōnō ouvre le 28 décembre 1918 entre Tajimi et Hiromi. En 1926, la ligne est reconstruite avec un écartement de 1 067 mm et prend le nom de ligne Taita. La ligne est prolongée à Mino-Ōta en 1928.

## Caractéristiques

### Ligne
- longueur : 17,8 km
- écartement des voies : 1 067 mm
- vitesse maximale : 85 km/h
- nombre de voies : voie unique

### Services et interconnexion
A Mino-Ōta, certains trains continuent sur la ligne principale Takayama jusqu'à la gare de Gifu.

### Liste des gares

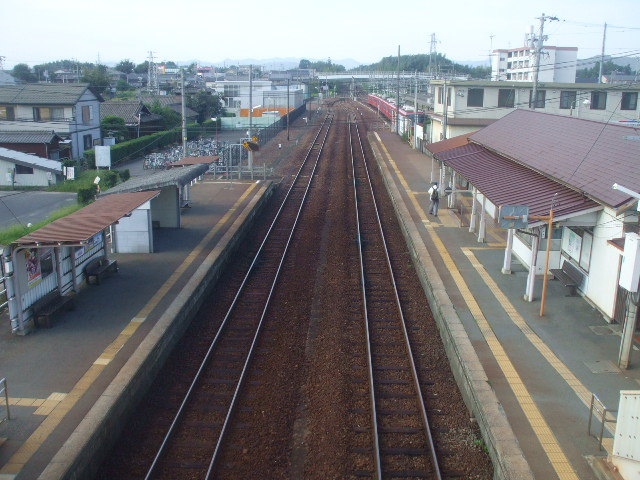
La ligne à Kani

La ligne Taita comporte 8 gares.
| Numéro | Gare       | Nom japonais | Distance depuis Tajimi (km) | Correspondances                                                        | Ville    |
| ------ | ---------- | ------------ | --------------------------- | ---------------------------------------------------------------------- | -------- |
| CI07   | Tajimi     | 多治見       | 0                           | JR Central : Chūō                                                      | Tajimi   |
| CI06   | Koizumi    | 小泉         | 3,2                         |                                                                        | Tajimi   |
| CI05   | Nemoto     | 根本         | 4,8                         |                                                                        | Tajimi   |
| CI04   | Hime       | 姫           | 7,9                         |                                                                        | Tajimi   |
| CI03   | Shimogiri  | 下切         | 9,3                         |                                                                        | Kani     |
| CI02   | Kani       | 可児         | 12,8                        | Meitetsu : Hiromi (à Shin Kani)                                        | Kani     |
| CI01   | Mino Kawai | 美濃川合     | 15,4                        |                                                                        | Minokamo |
| CI00   | Mino-Ōta   | 美濃太田     | 17,8                        | JR Central : Takayama (interconnexion) Nagaragawa Railway : Etsumi-Nan | Minokamo |